# Сверкер I Старший
Сверкер I Старший (1100 — 25 грудня 1156) — король Швеції у 1130–1156 роках, засновник династії Сверкерів.

## Життєпис
Був праонуком короля Свейна Кривавого. Після отруєння короля Інге II у Швеції розпочався розбрат та боротьба за владу. Цим скористався Сверкер, який висунув свої права на трон. У 1130 році від завдав поразки Магнусу I й оголосив себе королем. У 1134 році він разом з Еріком II, королем Данії, завдав поразки Магнусу I та його батько Нільсу I. Після цього влада Сверкера поширилася на усю Швеції. Того ж року він одружився з Ульвхільдою Хоконсдотір, удовою Інге II. Тим самим значно зміцнивши свою владу в країні.
Підтримував розбудову християнської церкви. за його вказівкою засновано монастирі Альвастра, Нидала, Варнґем. Водночас суттєво зміцнив королівську владу, викликавши невдоволення знаті.
З 1142 року розпочалися конфлікт з Новгородською республікою. Втім він не переріс у повноцінну війну. У 1150-х роках Сверкер підтримав права Кнуда V на трон Данії, одруживши того зі своєю донькою. У 1154 році змусив данців визнати Кнуда своїм королем. Утім у 1156 році Сверкера I  вбив власний дружинник за змовою з представником гетської знаті Еріком. З цього моменту розпочалася боротьба між Сверкерсонами та Еріксонами.

## Родина
1. Дружина — Ульвхільда Хоконсдотір
Діти:
- Юхан (д/н—1153)
- Карл (д/н—1167)
- Інгегерда (д/н—1204), абатиса монастиря Фрета
- Гелена, дружина Кнуда V, короля Данії

2. Дружина — Рикса Болеславівна
Діти:
- Буріслев
- Суне Сік
- Коль